# Ibráhím omajjád kalifa
Ibráhím ibn al-Valíd (arab betűkkel إبراهيم بن الوليد – Ibrāhīm ibn al-Walīd; ? – 750. január 25.) volt a szunnita iszlám tizenhetedik kalifája (uralkodott 744. október 3./október 4-től rövid időn át), egyben a 750-ig uralkodó Omajjád-dinasztia ún. Marvánida ágának tizedik tagja. Rövid regnálása alatt folytatódott az dinasztia bukásához vezető belharc.

## Kalifátusa
I. al-Valíd kisebbik fia testvérét, III. Jazídot követte a trónon. Uralkodásáról nem sokat tudunk, rövidesen kénytelen volt lemondani nagybátyja, Marván ibn Muhammad, Örményország, Ádzarbájdzsán, Moszul és Mezopotámia emírje javára. Ibráhím egy ideig menekült hatalmas rokona elől, aki már bátyja idején is a trónra tört, majd tarthatatlan helyzetét belátva személyes biztonságának garanciájáért cserébe átadta a hatalmat. Utoljára akkor hallunk róla, amikor Hisám kalifa ar-ruszáfai palotájába vonult vissza Marvánnal.

## Külső hivatkozások
- The Cambridge History of Islam, I/A kötet. Szerk.: P. M. Holt, Ann K. S. Lambton, Bernard Lewis.
- Lapidus, Ira M.: A History of Islamic societies. Cambridge University Press, 1988.
- Cahen, Claude: Az iszlám a kezdetektől az oszmán birodalom létrejöttéig. Budapest, Gondolat, 1989.